# Happy End (film, 2017)
Pour les articles homonymes, voir Happy end (homonymie).
Pour plus de détails, voir Fiche technique et Distribution.
Happy End est un film franco-autrichien réalisé par Michael Haneke, sorti en 2017 et sélectionné au Festival de Cannes.

## Synopsis
Les Laurent sont une famille de la grande bourgeoisie de Calais ayant fait fortune dans les travaux publics. Anne dirige l'entreprise familiale. Son frère cadet Thomas, médecin, vient d'avoir un bébé avec sa nouvelle épouse. Dans la vaste demeure familiale vivent aussi Georges, père d'Anne et Thomas, et le fils unique d'Anne, Pierre, héritier putatif de l'entreprise. 
La fille de Thomas, Ève, les rejoint bientôt, à cause de l'hospitalisation de sa mère, ex-femme de Thomas, avec qui elle habitait. 
Le secret d'Ève : elle a elle-même provoqué l'hospitalisation de sa mère, en l'empoisonnant avec ses antidépresseurs. Ève découvre bientôt le secret de son père : il trompe sa seconde femme avec une gambiste. Et tandis qu'Anne, aux prises avec le refus de son fils dépressif d'assumer ce à quoi il est destiné, entreprend, sans amour, d'épouser un homme d'affaires anglais pour sauver l'entreprise, la jeune Ève se rapproche de son grand-père, aigri et las de vivre mais qui ne trouve personne pour l'aider à mettre fin à sa vie ; sauf, peut-être, Ève, qui pourrait bien avoir une solution miracle.
Dans Happy End, Michael Haneke se livre à une critique implacable de la bourgeoisie, de son manque d'amour et de communication, et de son aveuglement.

## Fiche technique
- Titre : Happy End
- Réalisation : Michael Haneke
- Scénario : Michael Haneke
- Image : Christian Berger
- Costumes : Catherine Leterrier
- Son : Guillaume Sciama, Jean-Pierre Laforce, Denise Gerrard
- Producteur : Margaret Ménégoz
- Distribution : Les Films du losange
- Musique :
- Genre : drame
- Durée : 108 minutes
- Dates de sortie : 
  - France : 22 mai 2017 (Festival de Cannes)
  - Australie : 10 juin 2017 (Festival du film de Sydney)
  - Allemagne : 12 octobre 2017
  - France : 4 octobre 2017

## Distribution
- Isabelle Huppert : Anne Laurent

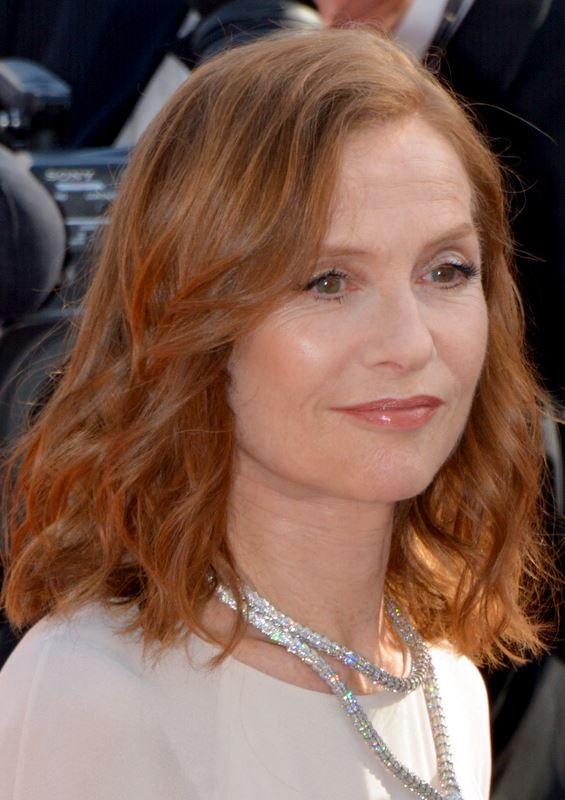
L'actrice principale Isabelle Huppert pour la présentation du film au Festival de Cannes 2017.

- Jean-Louis Trintignant : Georges Laurent
- Mathieu Kassovitz : Thomas Laurent
- Fantine Harduin : Eve Laurent
- Franz Rogowski : Pierre Laurent
- Laura Verlinden : Anaïs Laurent
- Nabiha Akkari : Jamila
- Hassam Ghancy : Rachid
- Toby Jones : Lawrence Bradshaw
- Philippe du Janerand : maître Barin
- Dominique Besnehard : Marcel le coiffeur
- Nathalie Richard : l'agent immobilier
- Hille Perl : la gambiste
- Marius et Octave Delepaule : Paul Laurent

## Sortie

### Accueil critique
En France, l'accueil critique est moyen : le site Allociné recense une moyenne des critiques presse de 2,6/5, et des critiques spectateurs à 2,8/5. 
La presse est divisée sur le film. Le Journal du Dimanche est conquis : « Chaque cadrage pose en soi une question profonde et stimulante du point de vue du spectateur. Un grand Haneke. » Selon Première : « Il y a aussi des moments de cinéma très impressionnants où l’Autrichien met son art de la mise en scène géométrique et glaçante au service de sa fable destroy. La vérité, c’est qu’on ne voit rien de tout ça. Parce qu’il n’y a que Trintignant. »
Pour les Inrocks par contre, avec son « [...] récit choral sur une famille de bourgeois flirtant tous avec la pulsion morbide (matricide aux médocs par la petite dernière, tendances suicidaires du papi, vertiges autodestructeurs du fils mal-aimé, etc.), le film a tout pour dérouler l’ordinaire hanekien dans toute sa froide horreur ». Et d'après Jacques Mandelbaum du Monde, cet « équarrissage méthodique et glacé d’une famille de notables calaisiens » manque son but.

### Box-office
- France : 45 026 entrées[7]

## Distinctions

### Sélection
- Festival de Cannes 2017 : sélection officielle